# Willowvale Motor Industries
Die Willowvale Motor Industries (Pvt.) Ltd. (von 1989 bis 2015 Willowvale Mazda Motor Industries (Pvt.) Ltd.) ist ein Automobil- und Nutzfahrzeughersteller in Simbabwe.

## Geschichte
Nach der einseitigen Unabhängigkeitserklärung Rhodesiens war, aufgrund von UN-Sanktionen, kein Import von Komplettfahrzeugen nach Rhodesien mehr möglich. Zudem verloren die beiden inländischen Montagewerke von BMC und Ford den Zugang zu ihren Exportmärkten, so dass die Produktion stagnierte und beide Werke Anfang 1967 schließen mussten.
Beide Montagewerke wurden von der rhodesischen Industrial Development Corporation aufgekauft.
Zu den Unternehmen, deren Fahrzeuge von WMI montiert wurden, gehörten Toyota, BMW, Peugeot, Citroën, Nissan (Datsun), Scania, Renault, Bedford und Alfa Romeo. Bei den montierten BMW-Modellen handelte es sich um den auf dem Glas 1700 basierenden BMW 2000 GL, der hier als Cheetah vertrieben wurde.
Weitere produzierte Marken waren Daihatsu und Isuzu. Im Juli 1980 kamen Modelle von Mazda dazu. Der Toyota Land Cruiser wurde von 1981 bis 1993 hergestellt.
Zudem wurden Traktoren von Ford, Deutz, Universal (Rumänien), Fiat, John Deere und Massey Ferguson montiert.
Im Jahr 1986 kündigte die Regierung von Simbabwe eine neue Initiative für die Automobilproduktion an. Gleichzeitig musste die Produktion wegen des Devisenmangels stark eingeschränkt werden.
Im Jahr 1989 konnte Mazda als technischer Partner gewonnen werden. Anteilseigner des in Willowvale Mazda Motor Industries umbenannten Unternehmen sind die staatliche Motec Holdings (58 %), Mazda Motor (25 %), Itōchū (8 %) und ein Belegschaftsfonds (9 %).
In den 1990er Jahren beschäftigte WMMI rund 2000 Mitarbeiter (1997) und produzierte bis zu 9000 Einheiten pro Jahr.
Ab dem Jahr 2000 ging die Produktion stark zurück. In den Jahren 2000 und 2010 musste die Produktion jeweils für mehrere Monate unterbrochen werden. Im Jahr 2012 stellte WMMI die Produktion ein. Als Grund wurde angegeben, dass mindestens 4000 Einheiten pro Jahr produziert werden müssten. Dieser Wert war bereits vorher regelmäßig erheblich unterschritten worden.
Die zuletzt produzierten Modellen waren der Mazda 3 und der Mazda BT-50.
Im November 2015 wurde bekanntgegeben, dass das Unternehmen wieder in Willowvale Motor Industries umbenannt werden solle, ohne Beteiligungsstruktur oder Geschäftsmodell zu ändern.
Anfang 2017 wurde die Produktion in Zusammenarbeit mit Beijing Automotive Group und Astol Motors im Rahmen des neu gegründeten Joint Ventures Beiqi Zimbabwe wieder aufgenommen. Produziert werden Doppelkabinen-Pick-ups, die als BAIC Great Tiger oder ZX Grand Tiger vertrieben werden.

## GNW Duiker
Beim GNW Duiker (auch G. N. W. Duiker) handelt es sich um eine auf der Salisbury Show 1972 ausgestellte Konzeptstudie. Rund 80 Prozent der für das Modell benötigten Komponenten stammten aus lokaler Herstellung. Das Fahrgestell, der Motor wie auch die Bremsanlage stammten vom Renault 12. In einer geplanten Serienfertigung hätte das Modell als zweisitziger Roadster, Pick-up und als Kombi zur Wahl gestanden. Die Höchstgeschwindigkeit wurde beim Roadster mit 137 km/h angegeben. Der Verbrauch dagegen lag bei 40 Meilen pro Gallone bei 62 mph. Der Preis für das Serienmodell hätte bei unter 2000 rhodesischen Dollar liegen sollen. Die Bezeichnung GNW leitet sich von G. N. Ward ab, dem damaligen Leiter des Werks, während Duiker die ortsübliche Bezeichnung der Antilopenart Ducker ist.
Eine Produktion kam wegen der schwierigen Devisenlage nicht zustande. Ebenso wurden Sicherheitsbedenken genannt.

## Willowgate
In den Jahren 1988 und 1989 wurde durch Zeitungsberichte publik, dass Regierungsangehörige und hohe Beamte mit dem Erwerb von Fahrzeugen zu Großhandelspreisen erheblich bevorzugt wurden und sich an diesem Privileg zudem teilweise durch Weiterverkauf unrechtmäßig bereicherten. Im Rahmen dieses unter dem Namen "Willowgate" bekannten Skandals mussten mehrere Minister zurücktreten.